# Bătălia de la pârâul Vodna
Bătălia de la pârâul Vodna, sau Bătălia de la Cursul Apei, a avut loc între 18-20 noiembrie 1473 între armatele Moldovei și Țării Românești.
După Bătălia de la Soci din 1471, relațiile dintre Ștefan cel Mare și Radu cel Frumos au continuat să se deterioreze iar din 1473 Moldova a sistat plata tributului către Imperiul Otoman. Ștefan reușește, pe căi diplomatice, să obțină neutralitatea Regatului Ungariei și aliază cu Uzun Hasan, padișahul din Agqoyunlu, însă avea nevoie de un domn loial pe tronul Țării Românești în eventualitatea unei invazii otomane. 
Începutul ostilităților a avut loc la data de 8 noiembrie 1473, când voievodul, împreună cu Laiotă Basarab care urma a fi înscăunat domn, își mută trupele pe râul Milcov. Armata moldoveană, formată din circa 24.000 de oameni, este împărțită în 12 unități (cete) care înaintează pe trasee diferite în Țara Românească până la râul Vodna sau pârâul Potoc unde este întâmpinat de trupele lui Radu cel Frumos. Bătălia, care durează 3 zile (între 18-20 noiembrie), este câștigată de armata moldoveană, Radu fiind nevoit să se refugieze în cetatea de scaun Dâmbovița care va fi asediată câteva zile mai târziu. 